# Gustavo Hamer
Gustavo Hamer (Navegantes, Itajaí, Brazilië, 24 juni 1997) is een Braziliaans-Nederlands voetballer die doorgaans als middenvelder speelt. Hij verruilde Coventry City in augustus 2023 voor Sheffield United. Daarvoor speelde hij voor Feyenoord, FC Dordrecht en PEC Zwolle.

## Clubcarrière
Hamer kwam op jonge leeftijd naar Nederland, waar hij via RKVV Meerburg, ADO Den Haag en wederom RKVV Meerburg bij Feyenoord kwam. Hij tekende in 2013 zijn eerste profcontract bij Feyenoord, voor drie jaar. Die verbintenis werd in 2015 verlengd tot medio 2019. Hamer maakte op 2 april 2017 zijn officiële debuut voor Feyenoord. Hij kwam na 89 minuten in het veld voor Bart Nieuwkoop tijdens een met 2–1 verloren wedstrijd uit bij Ajax. In het seizoen 2017/18 werd hij verhuurd aan FC Dordrecht, waar hij in 34 wedstrijden tot 3 doelpunten kwam. Tijdens zijn officieuze debuut voor Dordrecht, op woensdag 9 augustus 2017, baarde Hamer opzien door vanaf de middenlijn de doelverdediger van HSV Hoek te verschalken en de gelijkmaker binnen te schieten. De wedstrijd eindigde in 2–2. Hamer droeg vanaf een wedstrijd tegen Jong FC Utrecht op 12 januari 2018 de aanvoerdersband.
In mei 2018 werd bekend dat Hamer niet naar Feyenoord zou terugkeren, maar verkocht werd aan PEC Zwolle. Hiervoor speelde hij in zijn eerste jaar 23 wedstrijden in de Eredivisie. Hamer bleef twee jaar bij Zwolle. Hij tekende in juli 2020 vervolgens bij Coventry City, dat in het voorgaande seizoen promoveerde naar de Championship. De Engelse club betaalde naar verluidt €1.500.000 voor hem aan PEC Zwolle, wat via bonussen nog kon oplopen tot €2.000.000. Coach Mark Robins maakte Hamer meteen basisspeler bij Coventry. Dat bleef hij gedurende zijn hele verblijf bij de Engelse club. Hamer ging mee in de opgaande lijn die Coventry had ingezet en eindigde in de volgende drie seizoenen zestiende, twaalfde en vijfde met zijn teamgenoten. Ze plaatsen zich hiermee in seizoen 2022/23 voor de play-offs voor promotie naar de Premier League. Hamer maakte het enige doelpunt in de halve finale tegen Middlesbrough en de 1–1 in de finale tegen Luton Town, tevens de eindstand. Zijn ploeggenoten en hij verloren daarna de beslissende strafschoppenserie.
Hamer begon nog met Coventry aan seizoen 2023/24, maar tekende in augustus 2023 voor vier jaar bij Sheffield United. Dat was in het voorgaande seizoen wel gepromoveerd naar de Premier League.

## Clubstatistieken
| Seizoen                         | Club            | Competitie      | Competitie | Competitie | Beker | Beker | Internationaal | Internationaal | Overig | Overig | Totaal | Totaal |
| Seizoen                         | Club            | Competitie      | Wed.       | Dlp.       | Wed.  | Dlp.  | Wed.           | Dlp.           | Wed.   | Dlp.   | Wed.   | Dlp.   |
| ------------------------------- | --------------- | --------------- | ---------- | ---------- | ----- | ----- | -------------- | -------------- | ------ | ------ | ------ | ------ |
| 2016/17                         | Feyenoord       | Eredivisie      | 2          | 0          | 0     | 0     | 0              | 0              | —      | —      | 2      | 0      |
| 2017/18                         | Feyenoord       | Eredivisie      | 0          | 0          | 0     | 0     | 0              | 0              | —      | —      | 0      | 0      |
| 2017/18                         | → FC Dordrecht  | Eerste divisie  | 34         | 3          | 1     | 0     | 0              | 0              | 1      | 0      | 36     | 3      |
| 2018/19                         | PEC Zwolle      | Eredivisie      | 23         | 0          | 1     | 0     | 0              | 0              | —      | —      | 24     | 0      |
| 2019/20                         | PEC Zwolle      | Eredivisie      | 25         | 4          | 1     | 0     | 0              | 0              | 0      | 0      | 26     | 4      |
| 2020/21                         | Coventry City   | Championship    | 42         | 5          | 2     | 0     | 0              | 0              | —      | —      | 44     | 5      |
| 2021/22                         | Coventry City   | Championship    | 39         | 3          | 2     | 0     | 0              | 0              | —      | —      | 41     | 3      |
| 2022/23                         | Coventry City   | Championship    | 41         | 9          | 1     | 0     | 0              | 0              | 3      | 2      | 45     | 11     |
| 2023/24                         | Coventry City   | Championship    | 1          | 0          | 1     | 0     | 0              | 0              | —      | —      | 2      | 0      |
| Carrière totaal                 | Carrière totaal | Carrière totaal | 207        | 24         | 9     | 0     | 0              | 0              | 4      | 2      | 220    | 26     |
| Bijgewerkt tot 13 augustus 2023 |                 |                 |            |            |       |       |                |                |        |        |        |        |

## Erelijst
| Landskampioen        | 1x | 2016/17 |
| Johan Cruijff Schaal | 1x | 2017    |